# Gymnelopsis ocellata
Gymnelopsis ocellata és una espècie de peix de la família dels zoàrcids i de l'ordre dels perciformes.

## Morfologia
- Els mascles poden assolir 13,4 cm de longitud total.[3][4]

## Hàbitat
És un peix marí, d'aigües profundes i demersal que viu entre 30-175 m de fondària.

## Distribució geogràfica
Es troba al Mar d'Okhotsk.

## Observacions
És inofensiu per als humans.